# Clarice Lispector
Clarice Lispector (Csecselnik, Vinnicjai terület, 1920. december 10. – Rio de Janeiro, 1977. december 9.) ukrajnai zsidó származású brazil író, forgatókönyvíró, műfordító, újságíró és regényíró. Két könyve (A Paixão segundo G.H. és A hora da Estrela) is szerepel az 1001 könyv, amit el kell olvasnod, mielőtt meghalsz című listán.

## Magyarul
- Minden történet; ford. Pál Ferenc et al.; Magvető, Bp., 2018